# Artificial City
Artificial City (en hangul, 공작도시; en hanja, 孔雀都市; romanización revisada, Gongjakdosi), es una serie de televisión surcoreana transmitida del 8 de diciembre de 2021 hasta el 10 de febrero de 2022 a través de JTBC.
La serie psicológica trata sobre una sociedad cuyos personajes tienen diferentes deseos y psicología, lo que los empuja a ocultar sus lados más oscuros.

## Sinopsis
El drama cuenta la historia de cosas que pierden su significado cuando entran en juego la codicia y el poder.
El gran conglomerado Sungjin Group controlado por la familia Jung, tiene influencia dentro de los círculos políticos y financieros de Corea del Sur, también es propietario de un museo de arte llamado "Space Jin".
Yoon Jae-hee, es la segunda nuera de la familia y la encargada del museo de arte. Odia la pobreza, ya que cree que esta es corrosiva para el amor y que un ingreso estable conduce a una vida estable, por lo que abandona a su amante de mucho tiempo y se casa con Jung Joon-hyuk, el hijo ilegítimo del dueño del Grupo Sungjin. Con el objetivo de convertir a su esposo en el próximo presidente de Corea del Sur y con la ayuda del futuro fiscal general entra en una lucha directa contra el poderoso grupo Sungjin.
Por otro lado, Joon-hyuk es un hombre que, aunque aparenta no tener ambición, en realidad se ríe tanto de las personas ambiciosas como de las que fingen no tenerlo, mientras espera el día en que pueda tomar las riendas del poder.

## Reparto

### Personajes principales
- Soo Ae como Yoon Jae-hee, una mujer ambiciosa que se casa por conveniencia con Jung Joon-hyuk, convirtiéndose en la segunda nuera del conglomerado Sungjin Group. Está a cargo de las operaciones del museo de arte del grupo Sungjin, "Space Jin".[5][6]
  - Kwon Ye-eun como Jae-hee de pequeña (Ep. 4).
- Kim Kang-woo como Jung Joon-hyuk, el hermano de Jung Joon-il y el hijo ilegítimo del presidente del conglomerado Sungjin Group. Es un presentador popular con su propio club de fans que esconde un complejo de inferioridad por haber sido etiquetado como "el hijo ilegítimo del Grupo Sungjin" durante toda su vida y que espera el día en que llegue a la cima.[7][8]
- Kim Mi-sook como Seo Han-sook, la madre de Jung Joon-il y presidenta de la Fundación Cultural Sungjin, quien tiene una gran figura influyente dentro del conglomerado.
- Lee Yi-dam como Kim Yi-seol, una docente de la galería de arte del grupo Sungjin, "Space Jin", el cual es dirigido por Yoon Jae-hee.[9][10]
- Lee Hak-joo como Han Dong-min, un reportero de la oficina de prensa.[11]

### Personajes secundarios

#### Miembros del Grupo Sungjin
- Song Young-chang como Jung Pil-sung, un calígrafo, esposo de Seo Han-sook y padre de Jung Joon-hyuk.
- Kim Young-jae como Jung Joon-il, el vicepresidente del Grupo Sungjin y el hijo mayor de la familia Sungjin, así como el medio hermano mayor de Jung Joon-hyuk.[12]
- Kim Ji-hyun como Lee Joo-yeon, la esposa de Jung Joon-il' y nuera mayor del grupo Sungjin. Es la representante del Art Center Gallery. Tiene una personalidad histérica y aguda.[13][14]
- Lee Seo-an como Jung Eun-jung, la hija menor del Grupo Sungjin y hermana de Jung Joon-il y Jung Joon-hyuk. Sueña con convertirse en autora.
- Jung Hee-tae como Yang Won-rok, el presidente de Myeongseong Construction, una empresa de servicios de demolición. Así como un hombre confiable que ayuda a encontrar pistas sobre el caso.[15][16]
- Seo Woo-jin como Jung Hyun-woo, el pequeño hijo de Jung Joon-hyuk y Yoon Jae-hee.
- Nam Ki-ae como Min Ji-young, la hermana menor de Min Sung-sik.

#### Empleados del Grupo Sungjin
- Kim Joo-ryoung como Go Sun-mi, la secretaria de Seo Han-sook.[17]
- Eom Ok-ran como una sirvienta.
- Ahn Jung-ho como un asistente (Ep. 8).

#### Aliados del Grupo Sungjin
- Park Ji-il como Min Sung-sik, el hermano mayor de Min Ji-young.
- Nam Moon-chul como Choi Hee-joong, el editor en jefe del Daily News.
- Yeom Dong-heon como Kwak Ki-hwan, un ex comisionado de la policía y miembro reelecto de la Agencia Nacional de Policía.
- Myung Gye-nam como Yu Jin-seok, el ministro.

#### Fiscalía
- Lee Choong-joo como Park Jung-ho, un fiscal de la fiscalía del distrito central.
- Jung Hae-kyun como Cho Kang-hyun, el ministro de justicia.

### Otros personajes
- Baek Ji-won como Kwon Min-sun, la esposa de Cho Kang-hyun.
- Seo Jae-hee como Oh Ye-rin, la amante de Jo Kang-hyun.
- Lee Gyu-hyun como Park Yong-seob, un docente del museo de arte "Space Jin". Es cercano a Kim Yi-seol.[18]
- Hwang Sun-hee como Noh Young-joo, una trabajadora del entretenimiento y conocida de Kim Yi-seol.
- Park Myung-shin como Kim Myung-wan, la gerente de un restaurante, una mujer que vive en el mismo vecindario que Kim Yi-seol, a quien cuida.
- Lee Kyu-hyun como Park Yong-seop, un mesero.
- Seo Yi-ahn como Kim Da-eun.
- Park Soo-min como la sirvienta de Yoon Jae-hee.
- Kim Tae-geum como Kim Ji-su, la maestra de violín.
- Hong Sung-min como Cho Gyu-seong.
- Jung Byung-ho como un impresor (Ep. 2).
- Nam Myung-ryul como Yoon Jong-pil, un exjuez y el padre de Yoon Jae-hee.
- Park Min-young como la madre de Yoon Jae-hee (Ep. 4).
- Park Jae-wan como un miembro proveniente de una familia rica (Ep. 4).
- Kim Mi-ra como una miembro proveniente de una familia rica (Ep. 4).
- Yoon Seo-yeon como una pequeña miembro proveniente de una familia rica (Ep. 4).
- Ok Il-jae el recepcionista de la compañía Myeongsung (Ep. 6).
- Lee Eun-ju como una vecina del apartamento (Ep. 6).
- Kwak Na-yeon como una miembro del club Okryeonhoe (Ep. 6).
- Seo Kwang-jae como un sastre (Ep. 6).
- Kim Se-dong como un obstetra y ginecólogo (Ep. 6-7).
- Na Mi-hee una empleada de la exposición de arte (Ep. 7).
- Kim Young-sun como una enfermera (Ep. 8, 12).
- Kim Bong-hee como Na Sun-ok.
- Kim Min-che como la madre de Sung-hee (Ep. 9).
- Kim Il-jung como un moderador de conversación en vivo (ep.12)
- Yoon Se-woong como el gerente de la estación de la JBC.
- Baek Do-gyum como un empleado de JBC.
- Hwang Yun-seon como un reportero de JBC.
- Park Ki-sun como el dueño de la pintura del espacio de arte de Sungjin, Space Jin (Ep. 14).
- Kim Jin-goo como un guardia de seguridad del edificio (Ep. 17).
- Yong Jin como un detective (Ep. 17).
- Park Joon-sang como un abogado (Ep. 18).
- Kim Sung-yong como el sacerdote en el funeral (Ep. 18).
- Lee Ah-jin como una amiga de Yoon Jae-hee (Ep. 20).
- Yoo Jin-seok como el exministro de Cultura, Deportes y Turismo.

### Apariciones especiales
- Kang Yul como Kang Ho-sung (Ep. 19).
- Kim Hyun-soo como Do Eun-young (Ep. 20).

## Episodios
La serie conformada por veinte episodios, se transmitió todos los miércoles y jueves a las 22:30 huso horario de Corea (KST) por la JTBC del 8 de diciembre de 2021 al 10 de febrero de 2022.

### Índice de audiencia
Los números en color rojo indican las calificaciones más bajas, mientras que los números en azul indican las calificaciones más altas.
| Episodio | Fecha de emisión        | Participación promedio de audiencia (Nielsen Korea) | Participación promedio de audiencia (Nielsen Korea) |
| Episodio | Fecha de emisión        | Nacional                                            | Seúl                                                |
| -------- | ----------------------- | --------------------------------------------------- | --------------------------------------------------- |
| 1        | 8 de diciembre de 2021  | 3.576 % (5.ª)                                       | 4.279 % (2.ª)                                       |
| 2        | 9 de diciembre de 2021  | 2.628 % (12nd)                                      | 2.920 % (7.ª)                                       |
| 3        | 15 de diciembre de 2021 | 3.895 % (3.ª)                                       | 4.310 % (2.ª)                                       |
| 4        | 16 de diciembre de 2021 | 3.119 % (12nd)                                      | 3.977 % (N/A)                                       |
| 5        | 22 de diciembre de 2021 | 4.072 % (3.ª)                                       | 4.697 % (2.ª)                                       |
| 6        | 23 de diciembre de 2021 | 3.166 % (11st)                                      | 4.183 % (4.ª)                                       |
| 7        | 29 de diciembre de 2021 | 3.561 % (7.ª)                                       | 3.797 % (4.ª)                                       |
| 8        | 30 de diciembre de 2021 | 2.977 % (15.ª)                                      | 3.854 % (6.ª)                                       |
| 9        | 5 de enero de 2022      | 3.414 % (11.ª)                                      | 3.843 % (5.ª)                                       |
| 10       | 6 de enero de 2022      | 3.221 % (12.ª)                                      | 3.773 % (9.ª)                                       |
| 11       | 12 de enero de 2022     | 3.929 % (5.ª)                                       | 4.345 % (2.ª)                                       |
| 12       | 13 de enero de 2022     | 3.438 % (12.ª)                                      | 3.732 % (7.ª)                                       |
| 13       | 19 de enero de 2022     | 3.867 % (8.ª)                                       | 4.790 % (2.ª)                                       |
| 14       | 20 de enero de 2022     | 4.217 % (3.ª)                                       | 4.582 % (3.ª)                                       |
| 15       | 26 de enero de 2022     | 3.784 % (4.ª)                                       | 4.268 % (2.ª)                                       |
| 16       | 27 de enero de 2022     | 3.907 % (6.ª)                                       | 4.280 % (5.ª)                                       |
| 17       | 2 de febrero de 2022    | 3.105 % (10.ª)                                      | 3.473 % (5.ª)                                       |
| 18       | 3 de febrero de 2022    | 4.526 % (3.ª)                                       | 5.051 % (2.ª)                                       |
| 19       | 9 de febrero de 2022    | 4.104 % (4.ª)                                       | 4.642 % (1.ª)                                       |
| 20       | 10 de febrero de 2022   | 4.695 % (3.ª)                                       | 5.486 % (3.ª)                                       |
| Promedio | Promedio                | 3.660 %                                             | 4.214 %                                             |

## Banda sonora
El OST de la serie está conformado por las siguientes canciones:

### Parte 1
| No. | Intérprete | Canción                   | Letra       | Música      | Duración |
| --- | ---------- | ------------------------- | ----------- | ----------- | -------- |
| 1   | Elaine     | "Let Me Be There"         | Lee Jun-hwa | Lee Jun-hwa | 4:30     |
| 2   |            | "Let Me Be There" (Inst.) | -           | Lee Jun-hwa | 4:30     |

### Parte 2
| No. | Intérprete    | Canción                 | Letra                              | Música                      | Duración |
| --- | ------------- | ----------------------- | ---------------------------------- | --------------------------- | -------- |
| 1   | YELO (yellow) | "The Real Life"         | Kyungsoo Han y Dohyeong Lee (Lohi) | Kyungsoo Han y Dohyeong Lee | 4:01     |
| 2   |               | "The Real Life" (Inst.) | -                                  | Kyungsoo Han y Dohyeong Lee | 4:01     |

### Parte 3
| No. | Intérprete | Canción         | Letra                     | Música                    | Duración |
| --- | ---------- | --------------- | ------------------------- | ------------------------- | -------- |
| 1   | Hajin      | "Alone"         | Kim Beom-ju y Kim Si-hyuk | Kim Beom-ju y Kim Si-hyuk | 3:42     |
| 2   |            | "Alone" (Inst.) | -                         | Kim Beom-ju y Kim Si-hyuk | 3:42     |

## Producción
La serie fue creada por JTBC, dirigida por Jeon Chang-geun (전창근), escrita por Son Se-dong (손세동) y producida por Hwang Ki-yong.
La fotografía principal se terminó el 29 de marzo de 2021, mientras que las fotos de la primera lectura de guion fueron reveladas el 3 de noviembre del mismo año.

### Recepción
El 4 de enero de 2022, Good Data Corporation compartió su nueva clasificación de los dramas y miembros del elenco que generaron más revuelo durante la semana. Las listas se compilaron a partir del análisis de artículos de noticias, publicaciones de blogs, comunidades en línea, videos y publicaciones en redes sociales sobre los dramas que están actualmente al aire o que saldrán al aire próximamente. La actriz Soo Ae ocupó el puesto número 10 dentro de los diez miembros del elenco más comentados de la semana.
El 8 de febrero de 2022, Good Data Corporation compartió su nueva clasificación de los dramas y miembros del elenco que generaron más revuelo durante la semana. Las listas se compilaron a partir del análisis de artículos de noticias, publicaciones de blogs, comunidades en línea, videos y publicaciones en redes sociales sobre los dramas que están actualmente al aire o que saldrán al aire próximamente. La serie obtuvo el puesto número 5 en la lista de dramas, más comentados de la semana. Mientras que la actriz Soo Ae ocupó el puesto 5 dentro de los diez miembros del elenco más comentados de la semana.
El 15 de febrero de 2022, Good Data Corporation compartió su nueva clasificación de los dramas y miembros del elenco que generaron más revuelo durante la semana. Las listas se compilaron a partir del análisis de artículos de noticias, publicaciones de blogs, comunidades en línea, videos y publicaciones en redes sociales sobre los dramas que están actualmente al aire o que saldrán al aire próximamente. La serie obtuvo el puesto número 4 en la lista de dramas, más comentados de la semana. Mientras que la actriz Soo Ae ocupó el puesto 6 dentro de los diez miembros del elenco más comentados de la semana.